# Texas Instruments

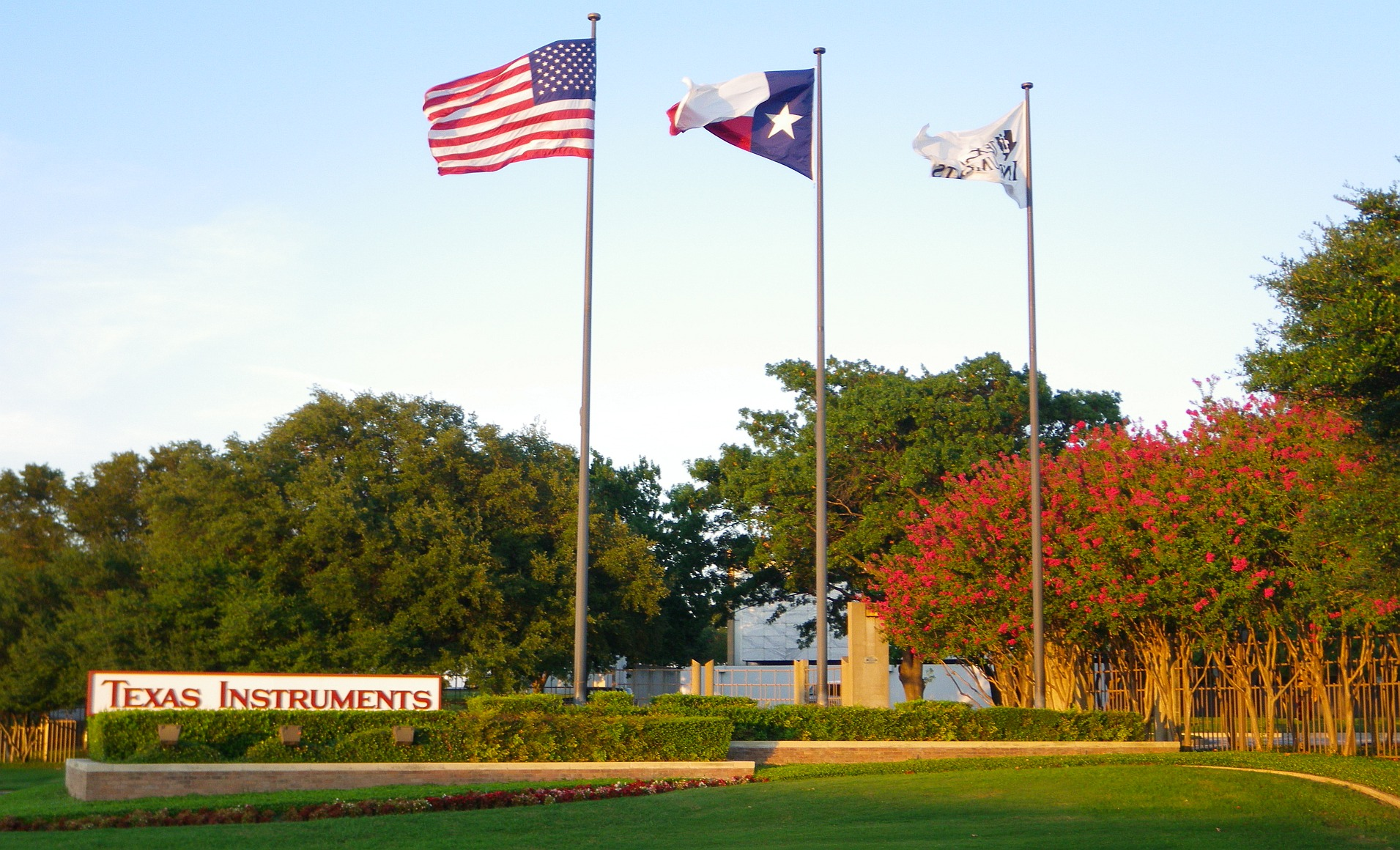
Texas Instruments headquarters

Texas Instruments (zkratka TI) je americká firma, zabývající se výrobou integrovaných obvodů a počítačové techniky.
Byla založena v roce 1941, kdy čtyři přátelé zakoupili firmu Geophysical Service Incorporated. Podnik přejmenovali na současný název v roce 1951. V roce 1958 vynalezl Jack Kilby během práce pro TI integrovaný obvod.
TI vyrobila v roce 1954 první tranzistorový rozhlasový přijímač, v šedesátých letech první obvody TTL, v roce 1967 ruční kalkulačku, v roce 1971 první jednočipový mikropočítač, v roce 1973 získala první patent na mikroprocesor, její rodina logických obvodů 7400 se stala dodnes platným průmyslovým standardem. TI byla rovněž mezi prvními firmami, které začaly vyrábět digitální signálové procesory. Od roku 1965 vyráběla pro americké ozbrojené síly protiradiolokační řízené střely AGM-45 Shrike.
V roce 2011 koupila TI společnost National Semiconductor za 6,5 mld. dolarů.
V současné době má společnost hodnotu přibližně 12 mld. dolarů.